# Castello di Kenilworth
Il castello di Kenilworth è un castello medievale situato presso Kenilworth, nella contea inglese del Warwickshire. Un tempo il maniero sorgeva all'interno della foresta di Arden.

## Storia
Dove sorgono ora le rovine del castello, sorgeva una fortificazione di epoca sassone, di cui oggi tuttavia non c'è traccia. Le rovine attuali hanno origini normanne. Una massiccia torre quadrata venne fatta costruire attorno al 1125 da Geoffrey de Clinton, Tesoriere e nobile alla corte di re Enrico I. Durante la rivolta del 1173-1174 re Enrico II prese possesso dell'edificio concedendo alla famiglia Clinton un castello nel Buckinghamshire in compensazione della perdita di Kenilwoth Castle.
Durante il regno di re Enrico III vennero eseguiti importanti opere di fortificazione del castello, che divenne uno dei maggiori baluardi di difesa delle Midlands. Il maggiore punto di forza difensivo erano i corsi d'acqua artificiali scavati attorno al castello, che veniva così protetto da tre direzioni. Malgrado gli imponenti e costosi lavori di riprogettazione delle difese, re Enrico III cedette il maniero a Simon de Montfort, VI conte di Leicester nel 1244. Durante la seconda guerra dei baroni (1263-1267) contro Enrico III, Simon de Montfort divenne uno dei comandanti della lotta contro il sovrano e Kenilworth Castle divenne uno dei maggiori centri operativi militari. L'erede al trono, il principe Edoardo, venne catturato e imprigionato all'interno del castello, da dove riuscì tuttavia a fuggire. De Montfort perse la vita in una battaglia, nei pressi di Evesham, il 13 agosto 1265. Nel 1266 Henry de Hastings, a capo dei ribelli e rifugiato all'interno del castello, tentò di resistere all'assedio del principe Edoardo: l'assedio di Kenilworth Castle fu il più lungo nella storia inglese. Nemmeno le armi d'assedio riuscirono a permettere alle forze del re di vincere definitivamente. L'assedio si concluse con il Dictum di Kenilworth.

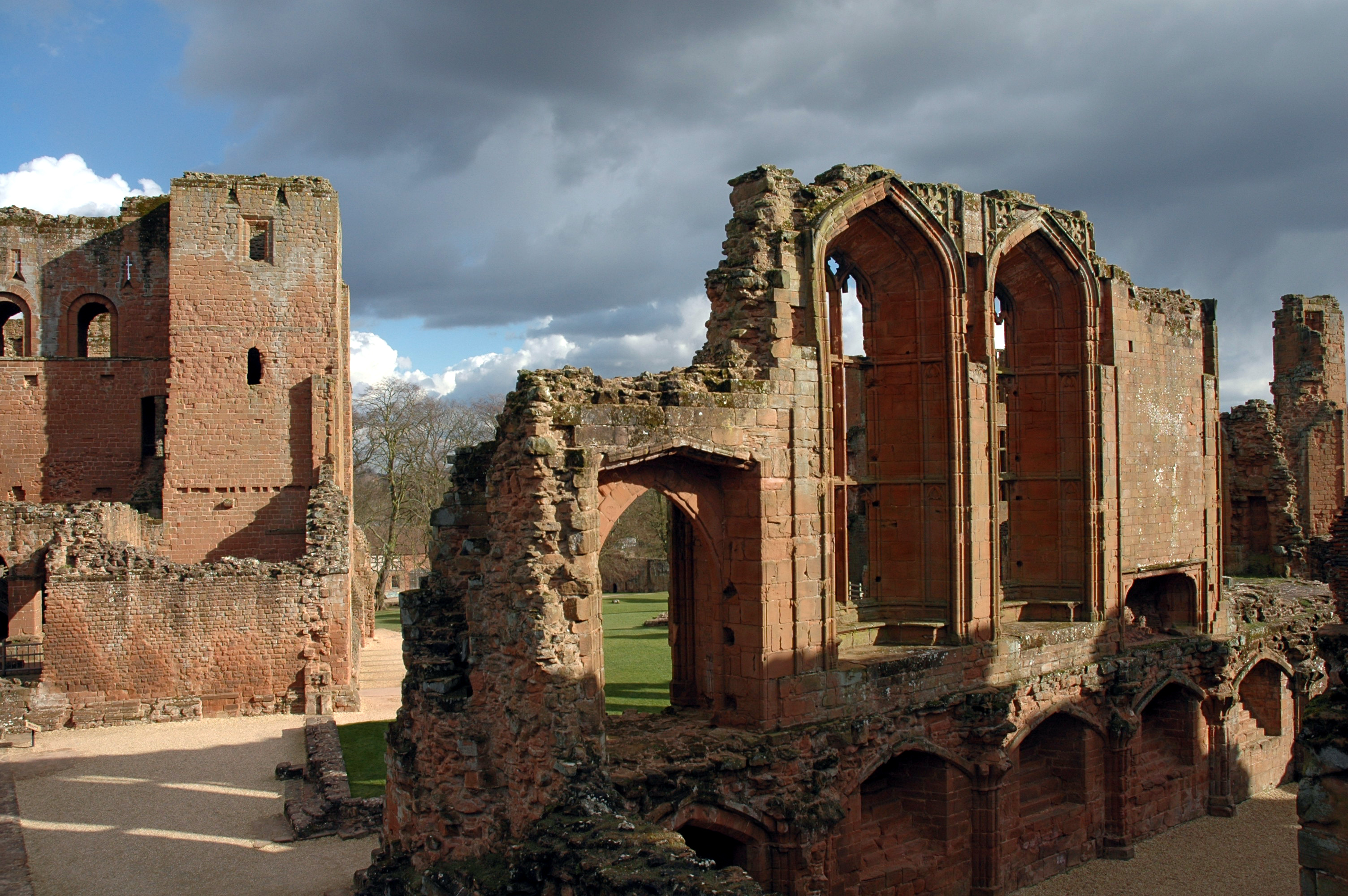
Vista di alcuni ruderi di Kenilworth Castle.

Enrico III, una volta tornato in possesso del maniero, lo concesse al figlio minore Edmondo Plantageneto, I conte di Lancaster. Il castello venne in seguito ereditato da Enrico Plantageneto, I duca di Lancaster, nipote di Edmondo ed in seguito passò a Giovanni, duca di Lancaster, parente del duca.

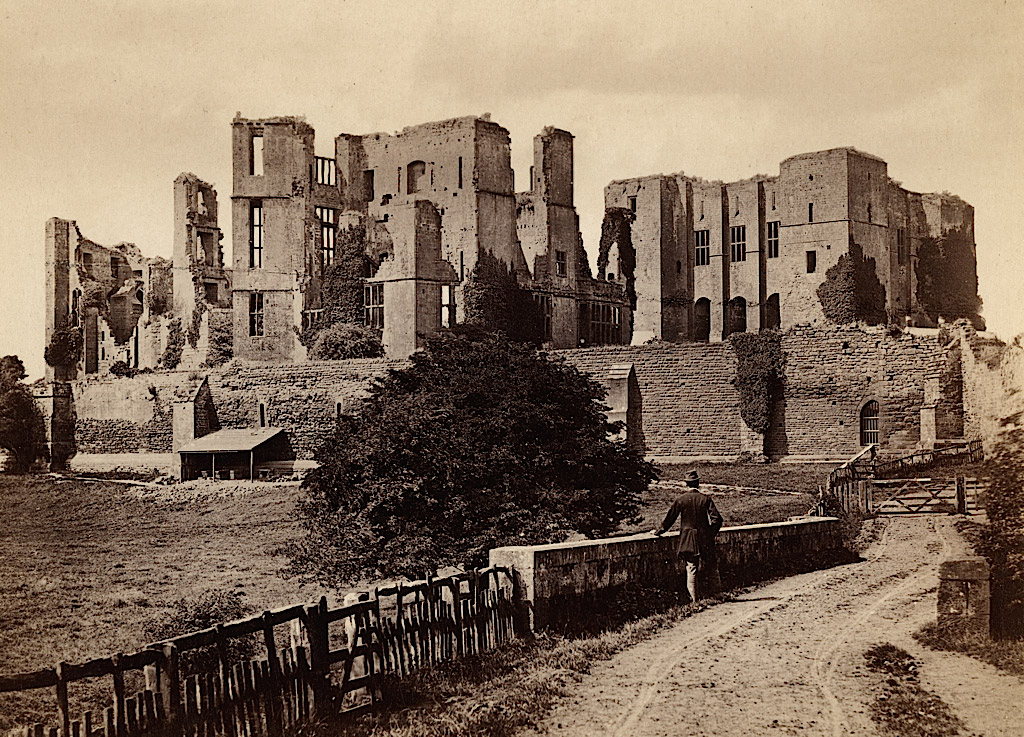
Castillo de Kenilworth por Francis Bedford, 1860's, Department of Image Collections, National Gallery of Art Library, Washington, DC

Dal 1364 Giovanni iniziò a trasformare il castello da un edificio esclusivamente militare, in una piacevole residenza di campagna: i lavori di modernizzazione continuarono anche sotto Enrico V, nipote di Giovanni. Il castello rimase proprietà della famiglia reale fino a quando non venne ceduto a John Dudley, I duca di Northumberland nel 1553. Nel 1563 Robert Dudley, I conte di Leicester, favorito della regina Elisabetta I Tudor, ricevette in dono il castello. Dudley contribuì a trasformare il castello in una residenza in stile Tudor. 
La regina Elisabetta visitò Kenilworth numerose volte nel 1566, 1572 e 1575; l'ultima visita è ricordata come una grande ostentazione di lusso, con banchetti, giochi, divertimenti che costarono a Dudley una cifra tale da mandarlo in banacarotta. 
I festeggiamenti furono d'ispirazione a William Shakespeare per la commedia Sogno di una notte di mezza estate.
Anche Sir Walter Scott scrisse dell'avvenimento in una novella del 1821 intitolata proprio Kenilworth; e nel 1864 Sir Arthur Sullivan pubblicò il suo lavoro The Masque at Kenilworth.
Alla morte di Dudley il castello tornò il proprietà della Corona e durante la guerra civile inglese il Parlamento ne prese possesso nella sua lotta contro Carlo I Stuart. Sconfitto il re, il castello venne reso inoffensivo. Con la restaurazione inglese, Carlo II Stuart donò il castello a Sir Edward Hyde, poi barone Hyde di Hindon e conte di Clarendon. L'edificio rimase di proprietà dei conti di Clarendon sino al 1937 per passare poi a John Siddeley, I barone Kenilworth. Dal 1984 il castello è dell'English Heritage.